# Armoriale dei comuni del Giura
Questa pagina contiene le armi (stemma e blasonatura) dei comuni del Giura.

## A
| Stemma | Nome del comune e blasonatura |
| ------ | --- |
|        | Abergement-le-Grand D'or au sautoir de gueules (d'oro, alla croce di Sant'Andrea di rosso) |
|        | Andelot-en-Montagne Échiqueté d'argent et d'azur de cinq tires, au lion de gueules, armé, lampassé et couronné d'or brochant sur le tout (scaccato d'argento e d'azzurro di cinque tiri, al leone di rosso, armato lampassato e coronato d'oro, attraversante sul tutto)                       |
|        | Arbois D'azur au pélican d'argent becquetant sa poitrine gouttelée de gueules pour ses petits aussi d'argent, le tout posé sur un nid d'or (d'azzurro, al pellicano d'argento che si becca il petto, sanguinoso di rosso, per i suoi piccoli pure d'argento, il tutto posato su un nido d'oro) |
|        | Aresches Parti : au premier de gueules au chevron d'argent, au second aussi de gueules à la cuissarde d'or, éperonnée du même (partito: nel 1º di rosso, allo scaglione d'argento; nel 2º pure di rosso, allo stivale d'oro, speronato dello stesso)                                           |
|        | Arinthod D'azur à l'arc bandé et empenné d'or soutenu d'un croissant d'argent (d'azzurro, all'arco incoccato e impennato d'oro, sostenuto da un crescente d'argento) |
|        | Arlay De gueules à la bande d'or chargée en chef d'une étoile de six rais d'azur (di rosso, all abanda d'oro, caricata in capo di una stella di sei raggi d'azzurro) |
|        | L'Aubépin D'azur au sautoir d'or cantonné de quatre billettes du même (d'azzurro, alla croce di Sant'Andrea d'oro, accantonata da quattro biglietti dello stesso) |
|        | Augerans Bandé de gueules et d'argent (bandato di rosso e d'argento) |

## B
| Stemma | Nome del comune e blasonatura |
| ------ | --- |
|        | Beaufort De gueules au lion d'argent (di rosso, al leone d'argento) |
|        | Bletterans D'azur au lion couronné d'or (d'azzurro, al leone coronato d'oro) |
|        | Bois-d'Amont Écartelé : au premier d'azur à la lame de scie circulaire d'or chargée d'un rabot contourné du champ, au deuxième d'or au sapin de sinople, au troisième d'or au clocher naissant couvert à l'impériale de sinople et ajouré du champ, au quatrième d'azur au skieur de fond d'or (inquartato: nel 1º d'azzurro, alla lama di sega circolare d'oro caricata di una pialla rivoltata del campo; nel 2º d'oro, all'abete di verde; nel 3º d'oro, al campanile nascente, coperto all'imperiale di verde e finestrato del campo; nel 4º d'azzurro, allo sciatore di fondo d'oro) |
|        | Les Bouchoux D'argent à la bande de sinople chargée de trois sapins du champ (d'argento, alla banda di verde, caricata di tre abeti del campo) |
|        | Bourg-de-Sirod De gueules à l'aigle d'argent (di rosso, all'aquila d'argento) |
|        | La Bretenière De gueules au château d'argent, soutenu d'une burèle ondée du même (di rosso, al castello d'argento, sostenuto da una burella ondata dello stesso) |

## C
| Stemma | Nome del comune e blasonatura |
| ------ | --- |
|        | Champagnole D'azur au château fort d'argent érigé sur un mont au naturel, au chef cousu de gueules chargé d'un agneau passant aussi d'argent (d'azzurro, al castello fortezza d'argento, eretto su un monte al naturale; al capo cucito di rosso, caricato di un agnello passante pure d'argento) Motto: Paissez mes agneaux        |
|        | Champdivers D'azur au chevron d'or (d'azzurro, allo scaglione d'oro) |
|        | Châtel-de-Joux Taillé : au premier d'or au sapin de sinople, au second d'azur au château d'argent (tagliato: nel 1º d'oro, all'abete di verde; nel 2º d'azzurro, al castello d'argento) |
|        | Chaumergy D'argent au lion de sable armé, lampassé et couronné de gueules, à la bordure dentelée du même (d'argento, al leone di nero, armato, lampassato e coronato di rosso; alla bordura dentata dello stesso) |
|        | Chaussin De sable à la bande d'argent accompagnée en chef d'un croissant du même (di nero, alla banda d'argento, accompagnata in capo da un crescente dello stesso) |
|        | Chemin D'azur à la bande d'or (d'azzurro, alla banda d'oro) |
|        | Chissey-sur-Loue D'argent aux trois émanches de sable en chef chargées chacune d'une quintefeuille d'or (d'argento, a tre pile di nero in capo, ciascuna caricata di una cinquefoglie d'oro) |
|        | Clairvaux-les-Lacs De gueule à la clef en pal, dorée au chef d'azur à trois étoiles d'argent (di rosso, alla chiave d'oro in palo; al capo cucito d'azzurro, a tre stelle d'argento) |
|        | Courbouzon Écartelé : au premier et au quatrième d'azur aux quatre roses d'or, au deuxième et au troisième de gueules à la fasce cousue d'azur, au lion d'or issant de la fasce (inquartato: nel 1º e 4º d'azzurro, a quattro rose d'oro; nel 2º e 3º di rosso, alla fascia cucita d'azzurro, al leone d'oro nascente dalla fascia) |

## D
| Stemma | Nome del comune e blasonatura |
| ------ | --- |
|        | Dampierre De gueules à l'aigle au vol abaissé d'argent surmontée d'un lambel d'or (…) Un'altra versione qui : Écartelé, au premier d'azur à la lettre capitale N surmontée d'un soleil, le tout d'or, au deuxième aussi d'azur à la bande d'or, au troisième de gueules au cor de chasse d'or, au quatrième d'or plain (inquartato: nel 1º d'azzurro, alla lettera maiuscola N sormontata da un sole, il tutto d'oro; nel 2º pure d'azzurro, alla banda d'oro; nel 3º di rosso, al corno da caccia d'oro; nel 4º d'oro pieno) |
|        | Dole Coupé : au premier d'azur semé de billettes d'or au lion issant du même, armé et lampassé de gueules, brochant sur le tout, au second de gueules au soleil d'or (troncato: nel 1º d'azzurro seminato di biglietti d'oro, al leone nascente dello stesso, armato e lampassato di rosso, attraversante sul tutto; nel 2º di rosso, al sole d'oro) Motto : Justitia et armis Dola |
|        | Dournon De gueules au chevron d'argent accompagné de trois croissants du même (di rosso, allo scaglione d'argento, accompagnato da tre crescenti dello stesso) |

## E
| Stemma | Nome del comune e blasonatura |
| ------ | --- |
|        | Étrepigney D'azur au dextrochère habillé, posé en pal, la main bénissante, le tout d'argent, accompagné à dextre d'une feuille de chêne d'or et à senestre d'une cruche à anse du même (d'azzurro, al destrocherio vestito, posto in palo, con la mano benedicente, il tutto d'argento, accompagnato a destra da una foglia di quercia d'oro e a sinistra da una brocca ansata dello stesso) |

## F
| Stemma | Nome del comune e blasonatura |
| ------ | --- |
|        | Falletans De gueules à la croix fleuronnée d'argent, au chef cousu d'azur chargé de trois cœurs d'or (di rosso, alla croce gigliata d'argento; al capo cucito d'azzurro, caricato di tre cuori d'oro) |
|        | Fétigny De gueules à trois chevrons d'or (di rosso, a tre scaglioni d'oro) |
|        | Fraisans D’or au cerf passant sur une terrasse isolée parsemée de touffes d’herbe sèche, le tout au naturel, au chef d’azur à quatre marteaux d’argent affrontés et passés en sautoir deux à deux (D'oro al cervo passante su una terrazza isolata cosparsa di ciuffi d'erba secca, il tutto al naturale; al capo d'azzurro a quattro martelli d'argento affrontati e posti in decusse due a due) |

## G
| Stemma | Nome del comune e blasonatura |
| ------ | --- |
|        | Gendrey Losangé d'argent et de sable, au chef de gueules (losangato d'argento e di nero; al capo di rosso)                                                                        |
|        | Germigney D'azur aux deux licornes affrontées d'or, leurs cornes d'argent passées en sautoir (d'azzurro, a due liocorni affrontati d'oro, con i corni d'argento posti in decusse) |
|        | Grozon Coupé émanché d'azur et d'or de deux pièces (troncato inchiavato d'azzurro e d'oro di due pezzi)                                                                           |

## L
| Stemma | Nome del comune e blasonatura |
| ------ | --- |
|        | Lombard D'or à la bande de sable chargée de trois têtes de léopard du champ (d'oro, alla banda di nero, caricata di tre teste di leopardo del campo) |
|        | Longchaumois D'azur au sapin arraché d'argent dont le tronc est une épée pommetée sans garde du même, au chef cousu de gueules chargé d'une fleur de souci d'or (d'azzurro, all'abete sradicato d'argento, il tronco costituito da una spada pomettata senza guardia dello stesso; al capo cucito di rosso, caricato di un fiore di calendula d'oro)                                                                                         |
|        | Longwy-sur-le-Doubs D'azur à la bande d'or (d'azzurro, alla banda d'oro) |
|        | Lons-le-Saunier Coupé : au premier parti de gueules à la bande d'or et d'or au huchet d'azur, embouché, virolé et enguiché de gueules, au second d'argent plain (troncato: nel 1º partito di rosso, alla banda d'oro, e d'oro, al corno d'azzurro, imboccato, guarnito e legato di rosso; nel 2º d'argento pieno) Qui (archiviato dall'url originale il 28 settembre 2007). il corno è guarnito d'argento nella 1ª foto e di rosso nella 2ª. |
|        | Le Louverot D'or aux deux loups de gueules passant l'un sur l'autre (d'oro, a due lupi di rosso, passanti l'uno sull'altro) |

## M
| Stemma | Nome del comune e blasonatura |
| ------ | --- |
|        | Marigna-sur-Valouse D'argent aux deux fasces d'azur (d'argento, a due fasce d'azzurro) |
|        | Moirans-en-Montagne D'or à la tête de Maure au naturel, accompagnée à dextre du chef d'une étoile de sable (d'oro, alla testa di moro al naturale, accompagnata a destra in capo da una stella di nero) |
|        | Moissey D'azur à la licorne saillante d'argent posée sur une montagne du même mouvant de la pointe (d'azzurro, al liocorno saliente d'argento, posato su una montagna dello stesso movente dalla punta) |
|        | Molpré De gueules au chevron d'argent chargé de trois trèfles de sinople, soutenu d'un croissant d'or (di rosso, allo scaglione d'argento, caricato di tre trifogli di verde, sostenuto da un crescente d'oro) |
|        | Monnières Tranché dentelé : au premier de sinople au cor d'or, au second d'argent à l'arbre terrassé de sinople (trinciato indentato: nel 1º di verde, al corno d'oro; nel 2º d'argento, all'albero terrazzato di verde) |
|        | Montaigu De gueules au croissant d'argent (di rosso, al crescente d'argento) |
|        | Montbarrey Coupé : au premier d'azur à la croix d'argent, au second de gueules à l'aigle d'or becquée et lampassée du champ (troncato: nel 1º d'azzurro, alla croce d'argento; nel 2º di rosso, all'aquila d'oro, rostrata e lampassata del campo) |
|        | Montmirey-la-Ville Burelé d'argent et de sable, au lion de gueules brochant (burellato d'argento e di nero, al leone di rosso) |
|        | Montmorot Losangé d'argent et de gueules de six tires (losangato d'argento e di rosso …) |
|        | Montrond De gueules au chevron d'argent accompagné de trois besants d'or (di rosso, allo scaglione d'argento, accompagnato da tre bisanti d'oro) |
|        | Morbier Taillé : au 1er d'or au viaduc d'argent en perspective, les arches ouvertes de sable, au 2e d'or au sapin de sinople mouvant du flanc senestre et chargé d'un fer à cheval d'argent versé en bande; à la barre d'argent chargée de huit besants d'or brochant sur la partition (tagliato: nel 1° d'oro al viadotto d'argento in prospettiva, gli archi aperti di nero; nel 2° d'oro all'abete di verde movente dal fianco sinistro e caricato di un ferro di cavallo rovesciato in banda; alla sbarra d'argento caricata di otto bisanti d'oro attraversante sulla partizione) |
|        | Morez D'or au sapin de sinople issant d'une roue de moulin de gueules mouvant d'une onde d'azur (d'oro, all'abete di verde, uscente da una ruota di mulino di rosso movente da un'onda d'azzurro) |
|        | Mouchard De sable au lion d'argent, armé, lampassé et couronné d'or, au chef du même chargé de trois chênes arrachés de sinople (di nero, al leone d'argento, armato, lampassato e coronato d'oro; al capo dello stesso, caricato di tre querce sradicate di verde) |

## N
| Stemma | Nome del comune e blasonatura |
| ------ | --- |
|        | Nancuise D'or à la bande componée d'azur et de sable (d'oro, alla banda composta d'azzurro e di nero) |
|        | Nozeroy De gueules à la bande d'or, au sapin arraché de sinople brochant sur le tout, à l'ours au naturel rampant à senestre sur le fût de l'arbre (di rosso, alla banda d'oro, all'abete sradicato di verde attraversante sul tutto, all'orso l naturale rampante a sinistra sul fusto dell'albero) |

## O
| Stemma           | Nome del comune e blasonatura |
| ---------------- | --- |
|                  | Orchamps D'azur au chevron d'or accompagné de trois glands renversés du même, la cupule de sable (d'azzurro, allo scaglione d'oro, accompagnato d tre ghiande rovesciate dello stesso, incappucciate di nero) |
| Blason d'Orgelet | Orgelet D'azur aux trois épis d'orge d'or (d'azzurro, a tre spighe d'orzo d'oro) |
|                  | Our Parti : au premier de gueules à l'épée d'argent garnie d'or, aux deux clefs du même passées en sautoir, les pannetons vers l'intérieur, brochant sur la lame de l'épée, au second de sinople à la campenne (cloche) d'or ; à la fasce ondée abaissée d'argent brochant en pointe sur le parti (partito: nel 1º di rosso, alla spada d'argento guarnita d'oro, a due chiavi dello stesso passate in decusse, con i congegni all'interno, attraversante sulla lama della spada; nel 2º di verde, alla campana d'oro; alla fascia ondata abbassata d'argento attraversante in punta sul partito) |

## P
| Stemma | Nome del comune e blasonatura |
| ------ | --- |
|        | Parcey D'azur au pont d'or, accompagné en chef d'une tête de loup d'argent et en pointe d'une roue de moulin du même (d'azzurro, al ponte d'oro, accompagnato in capo da una testa di lupo d'argento e in punta da una ruota di mulino dello stesso) |
|        | Patornay D'azur à la rose d'or accompagnée de trois croissants d'argent (d'azzurro, alla rosa d'oro accompagnata da tre crescenti d'argento) |
|        | La Pesse De gueules au sapin de sinople enneigé d'argent, au chef cousu d'azur semé de billettes d'or, chargé d'un lion issant couronné du même, armé et lampassé du champ (di rosso, all'abete di verde innevato d'argento; al capo cucito d'azzurro seminato di biglietti d'oro, caricato di un leone nascente coronato dello stesso, armato e lampassato del campo)                                                         |
|        | Le Pin D'argent à la fasce de gueules chargée d'un lion issant d'or (d'argento, alla fascia di rosso, caricata di un leone nascente d'oro) |
|        | Les Planches-en-Montagne De sable à la fasce en divise d'argent, accompagnée en chef d'un sapin d'or et en pointe d'une roue de moulin pleine du même (di nero, alla fascia in divisa d'argento, accompagnata in capo d un abete d'oro e in punta da una ruota di mulino dello stesso) |
|        | Plumont De sinople à la hache d'argent emmanchée d'or, posée en barre, plantée dans une souche d'arbre arrachée de sable. (di verde, all'ascia d'argento, manicata d'oro, posta in sbarra, piantata in un ceppo d'albero sradicato di nero) |
|        | Poligny Coupé, au premier d'azur semé de billettes d'or au lion naissant du même brochant sur le tout, au second d'argent plain (troncato: nel 1º d'azzurro seminato di biglietti d'oro, al leone nascente dello stesso attraversante sul tutto; nel 2º d'argento pieno) |
|        | Port-Lesney Coupé : au premier d'azur semé de billettes d'or au lion issant du même brochant sur le tout, au second de gueules au pont de deux piles d'argent sur une rivière ondée aussi d'argent et d'azur (troncato: nel 1º d'azzurro seminato di biglietti d'oro, al leone nascente dello stesso attraversante sul tutto; nel 2º di rosso, al ponte di due piloni d'argento su un fiume ondato pure d'argento e d'azzurro) |
|        | Prémanon D'or à la bande d'azur chargée de trois cristaux de neige d'argent, accompagnée en chef d'un coq de bruyère au naturel et en pointe d'un sapin de sinople (d'oro, alla banda d'azzurro, caricata di tre cristalli di neve d'argento, accompagnata in capo da un gallo cedrone al naturale e in punta d un abete di verde)                                                                                             |

## R
| Stemma | Nome del comune e blasonatura |
| ------ | --- |
|        | Ravilloles Taillé : au premier d'or au sapin arraché de sinople, au second de sinople au bourdon d'or rayé de sable, ailé d'argent (tagliato: nel 1º d'oro, all'abete sradicato di verde; nel 2º di verde, al bordone d'oro zebrato di nero, alato d'argento) |
|        | Rochefort-sur-Nenon Coupé : au premier d'argent au lion passant de gueules, au second d'azur semé de billettes d'or (troncato: nel 1º d'argento, al leone passante di rosso; nel 2º d'azzurro seminato di biglietti d'oro) |
|        | Les Rousses Parti : au premier coupé au I de gueules à la croix alésée d'argent et au II tiercé en pal d'azur, d'argent et de gueules, au second d'azur à la tête de loup de sable, allumée d'argent, surmontée de deux monts du même (partito: nel 1º troncato: in I di rosso, alla croce scorciata d'argento e in II interzato in palo d'azzurro, d'argento e di rosso; nel 2º d'azzurro, alla testa di lupo di nero, illuminata d'argento, sormontata da due monti dello stesso) |
|        | Rye D'azur à l'aigle d'or (d'azzurro, all'aquila d'oro) |

## S
| Stemma | Nome del comune e blasonatura |
| ------ | --- |
|        | Saint-Amour D'or au lion de sable lampassé de gueules, armé et couronné d'argent (alias : d'argent au lion de sable couronné d'or) (d'oro, al leone di nero, lampassato di rosso, armato e coronato d'argento (alias: d'argento, al leone di nero, coronato d'oro)) |
|        | Saint-Claude D'or au sapin arraché de sinople, au chef d'azur chargé d'un croissant d'argent (d'oro, all'abete sradicato di verde; al capo d'azzurro caricato di in crescente d'argento) |
|        | Saint-Julien De gueules aux trois jumelles en pal d'argent (di rosso, a tre gemelle in pallo d'argento) |
|        | Saint-Laurent-en-Grandvaux D'or au sapin arraché et adextré de sinople, à la bande soudée d'argent brochante accompagnée en chef d'une étoile de huit rais d'azur (d'oro, all'abete sradicato e addestrato di verde, alla banda saldata d'argento attraversante, accompagnata in capo da una stella d'otto raggi d'azzurro) |
|        | Saint-Lupicin D'azur à la colonne romane d'or posée sur un rocher alésé du même et accostée des lettres S et L capitales aussi d'or (d'azzurro, alla colonna romana d'oro, posata su una roccia scorciata dello stesso e accostata dalle lettere S e L maiuscole, pure d'oro) |
|        | Saint-Maurice-Crillat De gueules au chevron accompagné, en chef, de deux étoiles et, en pointe, d'une rose, le tout d'argent (di rosso, allo scaglione d'argento accompagnato, in capo, da due stelle e, in punta, da una rosa, il tutto d'argento) |
|        | Salans De gueules à deux filets en fasce abaissée, enserrant cinq filets en bande brochant sur cinq filets en barre, chaque filet d'argent chargé d'un filet de sable, le tout surmonté d'une tour hexagonale dépourvue de créneaux, d'argent, ajourée et couverte de sable, mouvant d'un mur alésé d'argent maçonné de sable, l'édifice accosté de deux branches, à dextre de pommier, à senestre de chêne, fruitées chacune d'une pièce et affrontées, d'or; en pointe, une trangle ondée d'argent, surmontée de trois gouttes de même |
|        | Salins-les-Bains D'or à la bande de gueules (d'oro, alla banda di rosso) |
|        | Sellières D'azur aux trois salières d'argent (d'or) (d'azzurro, a tre saliere d'argento (alias: d'azzurro, a tre saliere d'oro)) |

## T
| Stemma | Nome del comune e blasonatura |
| ------ | --- |
|        | Tavaux Taillé : au premier d'azur semé de billettes d'or au lion issant du même brochant sur le tout, au second de gueules à l'épi de blé d'or brochant sur une cornue contournée d'argent (tagliato: nel 1º d'azzurro seminato di biglietti d'oro, al leone nascente dello stesso attraversante sul tutto; nel 2º di rosso, alla spiga di grano d'oro attraversante su una storta rivoltata d'argento) |

## V
| Stemma | Nome del comune e blasonatura |
| ------ | --- |
|        | Vaudrey Parti : au premier coupé émanché de gueules et d'argent de deux pièces, au second d'azur à la fasce d'or accompagnée en chef d'un croissant cousu de sable (partito: nel 1º troncato inchiavato di rosso e d'argento di due pezzi; nel 2º d'azzurro, alla fascia d'oro accompagnata in capo da un crescente cucito di nero) |
|        | Vaux-sur-Poligny D'azur aux trois bonnets albanais d'or (d'azzurro, a tre berretti albanesi d'oro) |
|        | Vernois De gueules émanché de deux pièces d'or en fasce (di rosso, inchiavato di due pezzi d'oro in fascia) |
|        | Villers-Farlay D'or au lion de gueules (d'oro, al leone di rosso) |
|        | Villette-lès-Dole De gueules à la champagne ondée fascée d'argent et d'azur de six pièces, à l'épi de blé d'or mouvant de la champagne, accosté de deux demi-vols adossés d'argent en chef, à l'agneau pascal aussi d'argent tenant de sa patte dextre une bannière du même chargée d'une croisette de sable, la hampe croisée du même en barre, brochant sur le tout (di rosso, alla campagna ondata fasciata d'argento e d'azzurro di sei pezzi, alla spiga di grano d'oro movente dalla campagna, accostata da due semivoli addossati d'argento in capo, all'agnello pasquale pure d'argento, tenente con la zampa destra una bandiera dello stesso caricata di una crocetta di nero, con l'asta crociata dello stesso in sbarra, attraversante sul tutto) |
|        | Le Villey Coupé : au premier échiqueté d'or et de gueules, au second d'azur aux trois quintefeuilles d'argent ; au franc-canton d'argent chargé d'une merlette de sable (troncato: nel 1º scaccato d'oro e di rosso; nel 2º d'azzurro, a tre cinquefoglie d'argento; al canton franco d'argento, caricato di un merlotto di nero) |
|        | Voiteur D'or à la bande de sable chargée de trois fusils (briquets) d'or (d'oro, alla banda di nero, caricata di tre ferri da fucile d'oro) |